# توماس جوزيف غريدي
توماس جوزيف غريدي (بالإنجليزية: Thomas Joseph Grady)‏ هو كاهن كاثوليكي أمريكي، ولد في 9 أكتوبر 1914 في شيكاغو في الولايات المتحدة، وتوفي في 21 أبريل 2002.